# Sulejovice
Obec Sulejovice (německy Sullowitz) se nachází v okrese Litoměřice v Ústeckém kraji, přibližně dva kilometry jihozápadně od Lovosic. Žije v ní 698 obyvatel.

## Historie
První písemná zmínka o Sulejovicích pochází z roku 1251 a nachází se v přídomku bratrů Pavlík a Štěpána ze Sulevic. Vesnice byla ve třináctém století rozdělena na dva díly. Jeden byl vladyckým statkem uvedených bratrů, zatímco druhý vlastnil Haneman z Trabic, od něhož ji roku 1273 koupil litoměřický měšťan Dětmar z Kouřimi. Ve čtrnáctém století jeden dvůr ve vsi patřil klášteru Altzella, ale zbytek vesnice byl v letech 1341 a 1346 majetkem Peška ze Sulejovic a později Kunata ze Sulejovic. Kunat byl z neznámého důvodu nazýván Kaplířem a oba vladykové byli předky rodu Kaplířů ze Sulevic. Jejich sídlem ve vsi byla nejspíše už ve čtrnáctém století tvrz, připomínaná poprvé roku 1454.
Během čtrnáctého století se rod Kaplířů velmi rozvětvil. Sulejovice v době vlády krále Václava IV. vlastnil Hanuš ze Sulevic připomínaný v letech 1379–1413, kterému patřily také Čížkovice. Hanušův syn Jan Kaplíř ze Sulevic většinou sídlil v Čížkovicích. V Sulejovicích získal poslední altzellský majetek a od císaře Zikmunda také hrad Košťálov, ze kterého poté obě vesnice spravoval.
Jan měl syny Václava a Buška. Bratři majetek spravovali společně, ale v Sulejovicích roku 1454 sídlil Bušek, který se nakonec stal jediným majitelem obou vesnic i hradu. Po Buškově smrti se o dědictví po otci roku 1486 rozdělili jeho synové a Sulejovice s dalšími vesnicemi připadly Tobiášovi Kaplířovi ze Sulevic, který je vlastnil až do začátku šestnáctého století. Zemřel před rokem 1529 a panství po něm zdědili bratři Jan a Václav. Jan zemřel bezdětný v roce 1535, a jeho majetek převzal Václav († 1545). Jeho děti byly po otcově smrti ještě nezletilé, a statek proto spravovali poručníci z Košťálova, kterými byli Jan Kaplíř Košťálovský a Dorota. V roce 1545 nechali Sulejovice zapsat do obnovených zemských desek. Jan a Tobiáš Kaplířové dosáhli dospělosti nejdříve v roce 1558. O majetek se rozdělili, ale nakonec jej znovu spravoval Tobiáš sám.
Tobiáš Kaplíř zemřel roku 1599 a zůstal po něm syn Václav († 1616) zvaný Báše, podle údajného tureckého zajetí. Václavův syn Jan Tobiáš zemřel krátce po otci, a statek proto spravovala Václavova sestra Sidonie, provdaná za Vladislava Abdona Bezdružického z Kolovrat. Ovšem i ona ještě roku 1616 zemřela. Polovinu statku odkázala manželovi a dceři Zbyňce a druhou půlku dostal její syn z prvního manželství Václav Protiva Černín z Chudenice. Proti tomu neúspěšně protestoval Kašpar Kaplíř ze Sulevic z třebívlické větve rodu.
Noví majitelé zadlužený sulejovický statek dlouho neudrželi. Jejich věřitelé jej roku 1627 prodali za 43 434 kop míšeňských grošů Adamovi z Valdštejna, který jej až do zrušení patrimoniální správy připojil k lovosickému panství. V době Adama z Valdštejna byla sulejovické tvrz velkým sídlem, ale během třicetileté války zchátrala, a roku 1654 byla označena jako zřícenina. Vrchnost ji nechala přestavět na sýpku u hospodářského dvora. Pozůstatky tvrze se částečně dochovaly v budovách statku, ale roku 1855 je silně narušila výstavba cukrovaru.

## Obyvatelstvo
| Rok            | 1869 | 1880 | 1890 | 1900 | 1910 | 1921 | 1930  | 1950 | 1961 | 1970 | 1980 | 1991 | 2001 | 2011 | 2021 |
| -------------- | ---- | ---- | ---- | ---- | ---- | ---- | ----- | ---- | ---- | ---- | ---- | ---- | ---- | ---- | ---- |
| Počet obyvatel | 455  | 423  | 370  | 467  | 646  | 806  | 1 116 | 866  | 930  | 872  | 891  | 741  | 717  | 717  | 691  |
| Počet domů     | 49   | 49   | 50   | 50   | 70   | 93   | 183   | 214  | 219  | 217  | 213  | 231  | 233  | 239  | 244  |

## Hospodářství

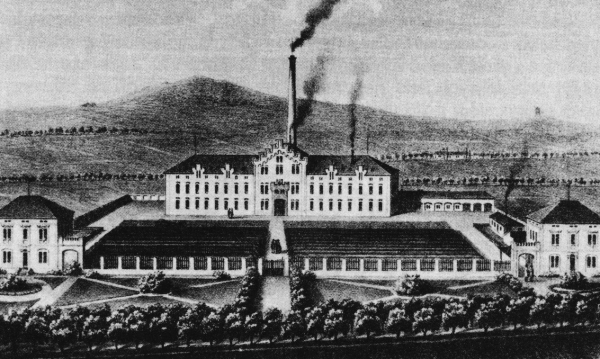
Cukrovar v Sulejovicích roku 1860

V obci fungovalStátní statek Lovosice, farma Sulejovice, později i ředitelství Státního statku, Fruta a do katastrálního území Sulejovic zasahuje čížkovická cementárna. Po roce 1990 byla dokončena plynofikace obce a veškerá kanalizace byla svedena do čistírny odpadních vod.

## Pamětihodnosti
- Kostel Nejsvětější Trojice, původně gotický ze 14. století, po požáru roku 1788 v následujícím desetiletí přestavován